# معمای گرگ و گوسفند و کلم
معمای گرگ و گوسفند و کلم (Wolf, Sheep and Cabbage) یک مسئله کلاسیک در هوش مصنوعی است. این مسئله نمونه‌ای از مسائل ارضای محدودیت می‌باشد.
یک کشاورز می‌خواهد یک گرگ، یک گوسفند و یک بسته کلم را از یک طرف رودخانه به طرف دیگر رودخانه ببرد، ولی قایق او فقط برای خودش و یکی از آنها جا دارد. اگر گرگ و گوسفند تنها باشند، گرگ گوسفند را خواهد خورد و اگر گوسفند و کلم تنها باشند، گوسفند کلم را خواهد خورد.
این مسئله به صورت معمای روباه و غاز و کیسه عدس (Fox, goose and bag of beans puzzle) نیز تعریف شده است.
این سه مسئله یعنی معمای زن و شوهرهای حسود، معمای کشیش‌ها و آدمخوارها و 'معمای گرگ و گوسفند و کلم' به مسائل ردشدن از رودخانه معروف هستند.

## تاریخچه و نسخه‌های مختلف معما
معمای گرگ و گوسفند و کلم، ریشه‌ای کهن دارد و در فرهنگ‌های مختلف با اشکال گوناگونی روایت شده است. این معما اولین بار در قرون وسطی در اروپا ثبت شده و نسخه‌هایی از آن در نوشته‌های راهبان و متفکران دیده می‌شود. ازجمله مشهورترین نسخه‌های مشابه آن می‌توان به موارد زیر اشاره کرد:

### معمای روباه، غاز و کیسه عدس(Fox, Goose and Bag of Beans Puzzle)
در این نسخه، یک مرد باید روباه، غاز و یک کیسه عدس را از رودخانه عبور دهد.

### معمای کشیش‌ها و آدمخوارها(Missionaries and Cannibals)
در این معما، چند کشیش و آدمخوار باید با یک قایق از رودخانه عبور کنند، اما اگر تعداد آدمخوارها در هر طرف بیشتر از کشیش‌ها باشد، کشیش‌ها خورده می‌شوند.

### معمای زن و شوهرهای حسود
در این مسئله، چند زوج باید از رودخانه عبور کنند، اما هیچ زنی نباید بدون حضور شوهرش کنار مردان دیگر بماند.
همه این مسائل به مسائل ردشدن از رودخانه (River Crossing Problems) معروف هستند که در آن‌ها قوانین محدودکننده باعث پیچیدگی حل مسئله می‌شوند.

## راه حل
1. برای حل این معما، کشاورز باید برنامه‌ریزی کند که چگونه گرگ، گوسفند و کلم را طوری جابه‌جا کند که قوانین رعایت شوند. راه‌حل استاندارد این مسئله به صورت زیر است:

1. کشاورز ابتدا گوسفند را به طرف دیگر رودخانه می‌برد و او را در آنجا می‌گذارد.
2. سپس برمی‌گردد و گرگ را با خود به طرف دیگر می‌برد.
3. در این مرحله، کشاورز گوسفند را برمی‌گرداند و در سمت اول رودخانه می‌گذارد.
4. سپس کلم را به سمت دیگر می‌برد و کنار گرگ قرار می‌دهد.
5. در نهایت، کشاورز برمی‌گردد و گوسفند را به طرف دیگر رودخانه منتقل می‌کند.

نتیجه: همه‌ی آیتم‌ها بدون تخطی از قوانین به طرف دیگر رودخانه منتقل می‌شوند.
| مرحله | کشاورز                     | گرگ                     | گوسفند                  | کلم                     |
| ----- | -------------------------- | ----------------------- | ----------------------- | ----------------------- |
| 1     | گوسفند را می برد           | در این طرف می‌ماند       | به آن طرف رودخانه می‌رود | در این طرف می‌ماند       |
| 2     | برمی‌گردد                   | در این طرف می‌ماند       | در آن طرف مانده است     | در این طرف می‌ماند       |
| 3     | گرگ را می برد              | به آن طرف رودخانه می‌رود | در آن طرف مانده است     | در این طرف می‌ماند       |
| 4     | گوسفند را برمی‌گرداند       | در آن طرف مانده است     | به این طرف برمی‌گردد     | در این طرف می‌ماند       |
| 5     | کلم را می برد              | در آن طرف مانده است     | در این طرف مانده است    | به آن طرف رودخانه می‌رود |
| 6     | برمی‌گردد و گوسفند را می‌برد | در آن طرف مانده است     | به آن طرف رودخانه می‌رود | در آن طرف مانده است     |

## تحلیل ریاضی و الگوریتمی
برای درک بهتر این معما از دیدگاه محاسباتی، می‌توان آن را به‌صورت یک مدل ریاضی و گرافی نمایش داد که در آن، هر وضعیت یک گره (Node) و هر حرکت قانونی یک یال (Edge) در گراف محسوب می‌شود.

### مدل‌سازی به‌عنوان یک مسئله گرافی
این مسئله را می‌توان به‌صورت یک گراف جهت‌دار مدل‌سازی کرد که در آن، هر گره (Node) نشان‌دهنده‌ی یک حالت ممکن از موقعیت کشاورز، گرگ، گوسفند و کلم است و هر یال (Edge) نشان‌دهنده‌ی حرکتی قانونی است که کشاورز انجام می‌دهد.
در این مدل:
- هر حالت شامل موقعیت چهار متغیر (کشاورز، گرگ، گوسفند، کلم) است.
- انتقال از یک حالت به حالت دیگر، یعنی عبور از رودخانه با یک آیتم، تحت شرایط خاص امکان‌پذیر است.
- هدف، یافتن یک مسیر از حالت شروع به حالت پایانی است.

### الگوریتم حل با BFS (جستجوی اول سطح)
یکی از روش‌های رایج برای یافتن راه‌حل بهینه در این معما، استفاده از الگوریتم BFS (جستجوی سطحی - Breadth-First Search) است. در این روش، تمامی حالت‌های ممکن در یک سطح بررسی شده و کوتاه‌ترین مسیر تا رسیدن به پاسخ نهایی انتخاب می‌شود.

### استفاده در هوش مصنوعی و برنامه‌نویسی
این مسئله در زمینه‌های مختلفی از جمله طراحی الگوریتم‌ها، هوش مصنوعی و منطق ریاضی به‌عنوان یک مثال کلاسیک مطرح می‌شود. بسیاری از زبان‌های برنامه‌نویسی مانند پایتون، جاوا و C++ امکان پیاده‌سازی این مسئله را به کمک الگوریتم‌های جستجو و هوش مصنوعی فراهم می‌کنند.

## کاربردهای عملی معما
این معما فراتر از یک بازی فکری است و در حل مسائل واقعی نیز کاربرد دارد:
1. هوش مصنوعی و رباتیک: الگوریتم‌های جستجو در هوش مصنوعی و مسیریابی ربات‌ها از این نوع مسائل الهام گرفته‌اند.
2. برنامه‌ریزی حمل‌ونقل: در مسائل بهینه‌سازی مسیر و حمل‌ونقل بارهای حساس (مانند کالاهایی که نباید کنار هم قرار بگیرند) استفاده می‌شود.
3. امنیت سایبری و رمزنگاری: مدل‌های مشابه این معما در طراحی الگوریتم‌های امنیتی و مدیریت دسترسی کاربران به داده‌ها کاربرد دارند.
4. مدیریت پروژه و تخصیص منابع: این معما نشان می‌دهد چگونه می‌توان منابع را تحت محدودیت‌ها به‌صورت بهینه تخصیص داد.

## نتیجه‌گیری
معمای گرگ و گوسفند و کلم یکی از مسائل کلاسیک تفکر منطقی و حل مسئله است که در علوم مختلف از هوش مصنوعی گرفته تا برنامه‌ریزی و مدیریت منابع کاربرد دارد. این معما نشان می‌دهد که حل مسائل با محدودیت‌های مشخص، نیازمند تفکر مرحله‌ای، مدل‌سازی منطقی و استفاده از روش‌های جستجوی بهینه است. امروزه، این نوع مسائل همچنان در تحقیقات دانشگاهی، برنامه‌نویسی و آموزش مهارت‌های حل مسئله مورد استفاده قرار می‌گیرند.